# Mito di Gesù

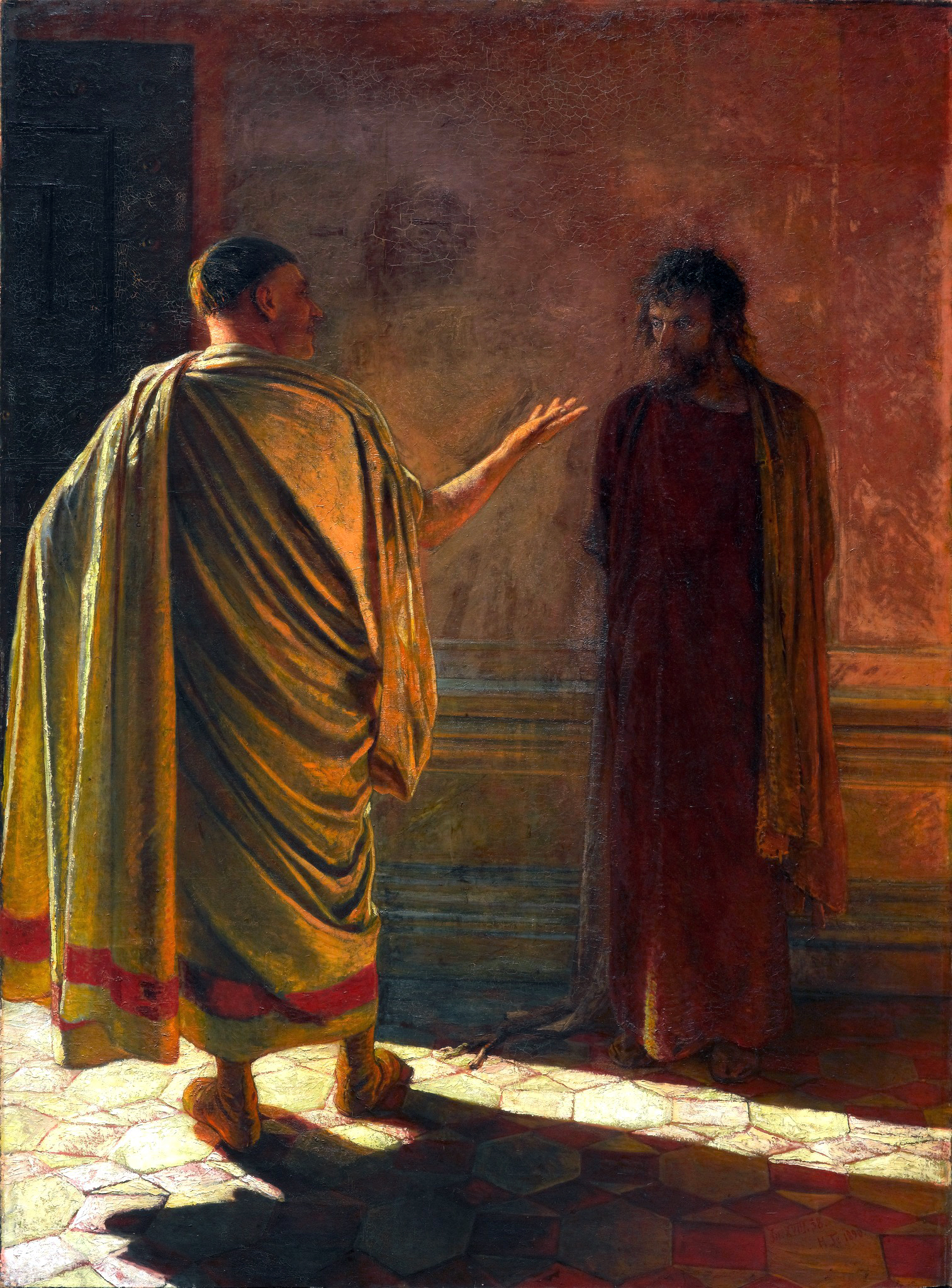
Che cos'è la verità? Cristo davanti a Pilato, dipinto di Nikolaj Ge, 1890.

Il mito di Gesù è l'insieme di ipotesi che sostengono l'inesistenza storica del Gesù di Nazareth di tradizione cristiana e in parte musulmana. La tesi è considerata oggi pseudostorica dagli studiosi del Gesù storico.
I sostenitori di questa posizione affermano che Gesù sarebbe un personaggio fittizio, mitico o mitologico, creato dalla comunità cristiana primitiva e che quindi non sia mai esistito. La tesi secondo cui Gesù sarebbe un mito nasce nel secolo XVIII ed è in larga parte figlia delle controversie sulla data da assegnare alla redazione dei vangeli.
Questa tesi non è oggi accolta nel mondo accademico, che non registra dibattiti riguardo all'esistenza storica di Gesù.
La tesi di un'origine esclusivamente mitica di Gesù trae spunto soprattutto dal fatto che moltissimi fatti riguardanti la vita di Cristo troverebbe analogie in altri miti derivati da più antiche religioni e culti misterici (soprattutto la figura di Osiride-Dioniso e di suo figlio Horus, ma anche di Mitra, del Sol Invictus, di Esculapio, eccetera). La persona di Gesù sarebbe il risultato di un'elaborazione teologica posteriore, avente l'obiettivo di costruire un fondamento tangibile per assicurare la diffusione di una nuova religione. Premesso che date le circostanze e a così grande distanza di tempo non è possibile dimostrare con assoluta certezza né la fondatezza del personaggio storico di Gesù di Nazareth né la sua infondatezza, lo studio sulla sua figura può comunque avvantaggiarsi di attente ricostruzioni filologiche e storiografiche al fine di cercare di definire cosa sia storicamente fondato di quanto ci è stato tramandato e cosa non lo sia.
I sostenitori della tesi del mito ricordano in particolare che Gesù (in aramaico: Yeshua) è un nome comune di persona ed evidenziano come il materiale più importante a supporto dell'esistenza di Gesù provenga da fonti cristiane postume e non da fonti indipendenti o neutrali. Nei casi nei quali vi è traccia del personaggio in scritti di autori non cristiani, alcuni sospettano alterazioni o manomissioni per opera dei copisti che hanno contribuito a tramandare i testi: è dibattuta, ad esempio, l'autenticità del Testimonium Flavianum. Le stesse fonti cristiane sono successive agli eventi di alcune decine di anni e la fonte più prossima, le lettere di Paolo di Tarso, furono scritte venti o trenta anni dopo la morte di Gesù e non contengono alcun resoconto sulla sua vita (a parte l'istituzione dell'eucaristia), benché siano una testimonianza importante dell'esistenza precoce di una comunità di fedeli, che credono nella morte in croce e nella divinità di Cristo.
Le tesi mitiche guadagnano credibilità se la redazione dei vangeli viene posticipata rispetto al consenso comune degli studiosi. Per esempio il vangelo più antico, quello di Marco, viene solitamente datato agli anni immediatamente precedenti o successivi il 70 e.v. La datazione successiva viene suggerita se il brano della piccola apocalisse viene considerato un riferimento alla distruzione del Tempio di Gerusalemme avvenuta in quell'anno. Un piccolo numero di studiosi, tra cui il tedesco Hermann Detering, propongono una datazione del Vangelo secondo Marco al II secolo: la "piccola apocalisse" sarebbe un riferimento agli eventi della rivolta di Bar Kokhba del 132-135, che secondo loro collimerebbero meglio col testo rispetto agli eventi della prima guerra giudaica del 70. Anche qualora le ragioni di Detering fossero accettate, l'argomento risulta meno probante per quegli studiosi che ritengono che il processo redazionale dei vangeli abbia coinvolto diversi autori e possa essere durato alcuni decenni: altre parti del vangelo potrebbero senza alcuna contraddizione essere molto più antiche, come sostenuto da diversi autori (cfr. Vangelo secondo Marco per alcune datazioni molto precoci). Tuttavia mancano attestazioni storiografiche immediatamente successive agli eventi e anche quelle successive sono vaghe e talora contestate (questo fatto viene utilizzato da alcuni polemisti). I vangeli però descrivono una figura attiva in Galilea e in altre regioni remote da Gerusalemme e attenta a non creare inutili clamori soprattutto a riguardo dei suoi miracoli (il cosiddetto "segreto messianico"). Secondo i sinottici l'incursione a Gerusalemme dura pochi giorni e si conclude con la crocifissione. Giuseppe Flavio, appartenente a famiglia sacerdotale e perciò ben informato sulle vicende gerosolimitane, parla di Giovanni Battista, che battezzava gli abitanti di Gerusalemme nella vicina Gerico, mentre il suo riferimento a Gesù è controverso. Ciò viene utilizzato per sostenere l'inesistenza storica di Gesù, ma potrebbe anche essere dovuto al fatto che lo considerava un semplice e sfortunato seguace del Battista.
Oggi i biblisti sembrano avere un'accresciuta fiducia, grazie anche a scoperte archeologiche come la biblioteca di Nag Hammâdi, di poter ricostruire la vita di Gesù, nell'ambito di una ricerca dai tratti internazionali e interconfessionali. La tesi di Gesù come mito è rifiutata da quasi tutti gli studiosi moderni, che ricordano come la figura di Gesù sia molto meglio conosciuta e documentata di altre persone vissute nello stesso periodo e nella stessa area geografica.
Va comunque tenuto presente che la storicità di Cristo costituisce solo una parte della letteratura, del mistero e dell'importanza che l’accompagnano da secoli. Altro dibattito rilevante resta ovviamente quello sulla sua divinità, sia come Figlio di Dio che come Dio egli stesso (dogma della Trinità).

## Tesi
(Piero Martinetti, Gesù Cristo e il Cristianesimo)

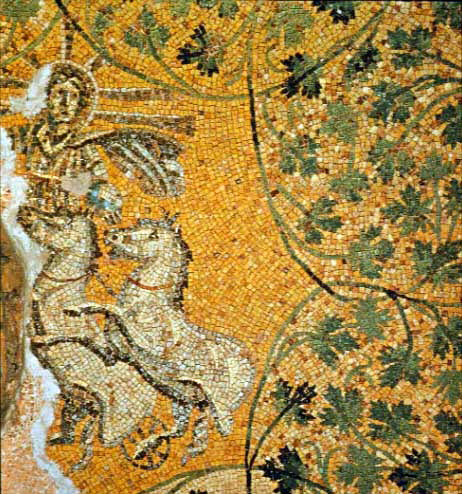
Mosaico del III secolo nella necropoli vaticana sotto la basilica di San Pietro nella volta nel mausoleo dei Giulii, raffigurante Gesù nelle vesti del dio-sole Apollo-Helios/Sol Invictus alla guida del carro solare; molti sostenitori di questa tesi ritengono che la figura di Gesù sia una rielaborazione di precedenti miti tipici dei culti solari dell'area del Mediterraneo

La tesi mitica vede Gesù come un incrocio tra più antiche religioni misteriche concernenti dèi morti e resuscitati, quali quelle di Osiride-Dioniso (si vedano le analogie tra la figura di Siosiri – «il figlio di Osiride» – e quella di Gesù nel Papiro Westcar), del Mitraismo, del Sol Invictus e di Esculapio.
In quest'ottica l'ipotesi mitica sostiene sulla base di argomentazioni di carattere storico e filologico che l'esistenza di Gesù non sia accertata sul piano storico. Secondo i sostenitori di questa tesi Gesù si configura piuttosto come un personaggio concettuale, un mito che di fatto prescinde dalla storicità. Viene a questo proposito rilevato come nella seconda metà del II secolo si aprì una dialettica tra fazioni opposte: tra chi intendeva che Gesù si fosse presentato agli uomini sotto forma di rivelazione e coloro (ben presto la maggioranza) che sostenevano la natura umana oltre che divina del personaggio (vedi san Paolo apostolo, gnosi).
Le tesi sul "mito di Gesù" sono di diverso genere:
- o si contesta l'esistenza storica del personaggio Gesù,
- o si contesta la veridicità di questa o quella parte dei racconti evangelici così come presentati dagli evangelisti, ad esempio:
  - i racconti dell'infanzia, esistenti solo in Luca e Matteo, la cui redazione sarebbe tarda rispetto ai testi che essi introducono,
  - i racconti della Passione, come fa Salomon Reinach; attualmente, una delle teorie della Fonte Q afferma che la ricostruzione delle diverse fasi di questo documento non comprende alcun racconto dell'avvenimento.

Il tempo utile per elaborare la biografia della figura di Gesù, stanti le fonti archeologiche (il Vangelo di Marco databile intorno al 60 o 70, gli scritti di san Paolo databili fra il 54 e il 57 lettera ai Galati), è ristretto a pochissimi anni nel caso della sua effettiva esistenza, mentre è virtualmente molto lungo nel caso invece della pura creazione letteraria, fatti salvi naturalmente gli aggiustamenti al tessuto narrativo che devono contestualizzarlo.
Secondo i sostenitori della tesi mitica la ricerca storica ha incontrato e incontra innumerevoli ostacoli di natura psicologica e culturale (tabù) dovuti sia all'importanza sia alla complessità degli interessi in gioco. Va peraltro ricordato che lo scetticismo riguardo ai limiti dell'indagine sul Gesù storico riguarda, specularmente, anche teologi cristiani, per i quali l'unica modalità legittima di accostarsi alla figura di Gesù sarebbe la fede.
Alla luce del suo lavoro del 1840, Bruno Bauer è generalmente considerato il primo sostenitore del fatto che Gesù sia un personaggio mitico, e come tale Bauer viene citato dal teologo Albert Schweitzer nella sua opera Storia della ricerca sulla vita di Gesù (1902). Tra i contributi più recenti possono essere considerati particolarmente interessanti quelli di Earl Doherty, Michel Onfray, Robert Price e Richard Carrier nonché, in Italia, quello di Luigi Cascioli ed Emilio Salsi.

## Elementi a favore della tesi

### Il sepolcro di Gesù
Secondo alcuni storici è assai improbabile che Gesù Cristo, deposto dalla croce, possa essere stato sepolto in una tomba privata e men che meno che ne sia potuto risorgere, come asserito nei Vangeli. Essi ritengono che Gesù fu seppellito in una tomba che il tribunale ebraico riservava ai criminali, dove il suo cadavere si decompose in modo naturale oppure che possa essere stato lasciato per qualche tempo sulla croce e poi sepolto in una fossa comune. Secondo tale corrente di pensiero, che comprende anche lo storico e teologo Rudolf Bultmann, il racconto della tomba rinvenuta vuota dai discepoli tre giorni dopo la morte del Cristo sarebbe un espediente elaborato dai primi cristiani per rendere più credibile e suggestiva alle orecchie del popolo la storia della risurrezione di Gesù. Alcuni studiosi fanno notare che l'apoteosi seguita alla sparizione del corpo del defunto era un topos molto ricorrente nei miti antichi (dal mito di Alcmena a quello di Enea, da Cleomede ad Antinoo, Arianna, Proteo e così via). Si racconta che lo stesso Alessandro Magno avrebbe tentato di ricorrere a un simile espediente, così da poter essere venerato come dio anche dopo morto e con lo stesso proposito secondo taluni il filosofo Empedocle si sarebbe gettato nell'Etna. Nel caso di Gesù sarebbe avvenuto qualcosa di simile, unendo l'evento mitico della sparizione del suo corpo dal sepolcro a quello della sua apoteosi.

## Origini
A partire dal XVIII secolo alcuni autori e/o anticlericali cominciano a dubitare dell'esistenza storica di Gesù. Sulla scia dei primi interrogativi sulle incoerenze dei testi biblici (ad esempio Giuda Iscariota per il vangelo di Matteo si impiccò 27,3-5, mentre negli Atti degli Apostoli si dice che cadde squarciandosi il ventre 1,18), diffuse per la prima volta con l'illuminismo in Francia e Germania, essi pubblicano le loro riflessioni, solo parzialmente di tipo storico-critico; sono da annoverare i lavori di Richard Simon, Jean Astruc o ancora dei Libertini, come l'abate Meslier e il Barone d'Holbach (in primis Le bons sens du curé Meslier, Londra, 1772).

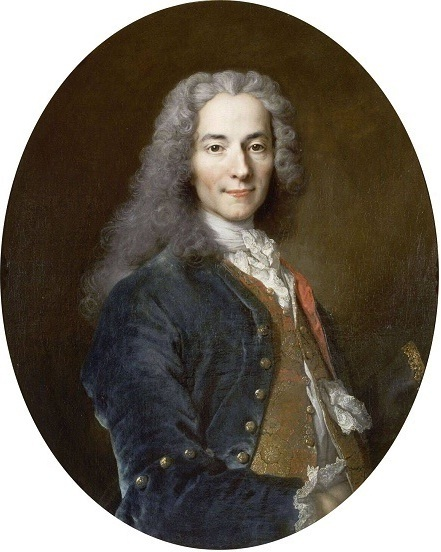
Voltaire

Tra questi Voltaire pone l'accento sullo scarso valore documentale dei vangeli, "scritti da persone che non hanno niente da dire, zeppi di contraddizioni e di imposture", oltre che sull'improbabilità delle profezie escatologiche, contro le quali si ribella il buon senso. Scrive: 
In numerose occasioni Voltaire richiama l'attenzione sul silenzio degli autori non cristiani riguardo alla storia raccontata nei vangeli. Manifestamente la tradizione cristiana non gli ispira alcuna fiducia, tuttavia non si azzarda a dire che essa non è conforme al vero. Egli è cosciente che "taluni partigiani di Bolingbroke, più abili che eruditi, si credono autorizzati a causa delle ambiguità e delle contraddizioni della tradizione evangelica a negare l'intera esistenza storica di Gesù".
Il filosofo tedesco Bruno Bauer è considerato il primo sostenitore di questa tesi. In una serie di studi, realizzati mentre insegnava all'Università di Bonn (dal 1839 al 1842) e intesi a criticare le posizioni comunque critiche del contemporaneo David Friedrich Strauß, Bauer contesta infatti il valore storico dei quattro vangeli canonici e li riconduce tutti alla sola opera di Marco, rendendo così credibile l'ipotesi di un'invenzione letteraria. In opere successive Bauer nega quindi la personalità storica di Gesù e collega l'emergere del cristianesimo alla fine del mondo antico.

## Opere classiche
Le opere classiche su Gesù come mito si sviluppano nel solco dei lavori storico-critici inaugurati dopo la metà del XIX secolo, anche alla luce dei contributi della corrente Dutch Radikal Kritik.
Una panoramica sul queste opere è proposta e discussa dal teologo Maurice Goguel nella sua opera del 1926 Jésus le Nazaréen: Mythe ou Histoire?
Tra gli autori che possono essere ricondotti alla posizione mitica classica è possibile citare John M. Robertson, Paul-Louis Couchoud, Prosper Alfaric, Arthur Drews, Albert Kalthoff, Georges Las Vergnas, Guy Fau e Georges Ory. Un discorso a parte riguarda Salomon Reinach che, pur non sostenendo la non-storicità di Gesù, sostenne il limitato valore documentale dei vangeli.

### John M. Robertson
Il giornalista John M. Robertson (1856-1933) è l'autore di Pagan Christs. In quest'opera, l'autore ammette autenticità storica, tra i vari personaggi messianici, al solo Apollonio di Tiana. Il problema più grave riguarda il metodo comparativista e la sua mancanza di qualità. Ad esempio, l'autore presuppone che un gran numero di insegnamenti e di profeti (messia) del Medio Oriente trovino la loro prima elaborazione/comparsa originale in India. Ma questa tesi è verificata solo nel caso dei gimnosofisti d'Egitto, che potrebbero ben essere degli yogi.
L'idea che l'autore si fa del Buddha, secondo lui certamente un messia (nel senso di profeta), pur interessante, appare falsa nella stessa concezione buddista. Buddha non si proclamò mai messia, ma disse solo di aver raggiunto l'illuminazione. L'autore tenta anche lungo molte pagine di trovare delle radici asiatiche alle religioni del Nuovo Mondo; ma il suo metodo comparativista è piuttosto embrionale, da qualunque indizio muova (ad esempio uno zodiaco che divide in quattro un insieme di dodici simboli viene qualificato "rimarchevole").

### Salomon Reinach
Lo storico Salomon Reinach (1858-1932), senza arrivare a sostenere la non-storicità di Gesù, sottolineava lo scarso valore documentario dei Vangeli; in un certo qual modo, tiene per buona la comprensione del personaggio doceta basandosi sulle lettere di Paolo, delle quali solamente una parte rifiuta come false. Insiste su tre elementi che ritiene di capitale importanza:
- il silenzio degli storici a differenza dei redattori cristiani dei vangeli;
- l'assenza di un rapporto di Ponzio Pilato verso Tiberio in una civiltà altamente burocratizzata come quella dell'Impero romano;
- il racconto della Passione riprende e sviluppa la profezia del Salmo 22, del quale rappresenterebbe quindi un'appropriazione e un'imitazione. Tale imitazione sarebbe all'origine del pensiero docetista[senza fonte].

### Paul-Louis Couchoud
Secondo il filosofo e poeta Paul-Louis Couchoud (1879-1959), la cui opera principale nel campo fu Le Mystère de Jésus, l'unica testimonianza autentica è quella di Paolo di Tarso.
Il metodo secondo il quale gli storici a lui coevi, quali Ernest Renan e Alfred Loisy, tentarono di comprendere il personaggio di Gesù e la genesi del cristianesimo deve affrontare due scogli principali:
- la deificazione di un uomo nello spazio di meno di una generazione;
- la scarsità di informazioni, insufficienti a far luce sulla figura di Gesù.

Infatti, prescindendo dagli scritti cristiani, rigettata l'autenticità del Testimonium Flavianum e sapendo che tutto ciò che nel Talmud riguarda Gesù dipende dal cristianesimo, le tre testimonianze pagane che rimangono non aiutano molto. Svetonio riferisce di un agitatore giudeo di nome "Chrestos"; Plinio e Tacito attestano semplicemente l'esistenza di un movimento cristiano, mentre per quanto riguarda l'origine di tale movimento, non fanno altro che ripetere quanto gli stessi cristiani affermano.
Per Couchoud, il Cristo di cui parla Paolo non è un soggetto storico, ma un personaggio puramente ideale (nel senso platonico del termine). Couchoud ha una comprensione dei valori del cristianesimo e dell'influenza della credenza in Gesù che lo distinguono dagli altri teologi. Maurice Goguel descrive la cosa affermando che Couchoud non aderisce a una tesi mitica, ma a una spiritualista.
Le tesi di Couchoud saranno criticate da esegeti di ogni estrazione, come il gesuita Léonce de Grandmaison (fondatore della rivista Recherches de science religieuse), il protestante Maurice Goguel (EPHE e Sorbona), il cattolico scomunicato Alfred Loisy (professore al Collège de France) e il razionalista Charles Guignebert (professore alla Sorbona). A queste critiche Couchoud risponde pubblicando nel 1937 Jésus: le dieu fait homme. Couchoud afferma che "il Cristo", così come lo rappresenta la letteratura paolina, non è un'incarnazione di Yahweh, il dio di "sempre" del popolo ebraico, ma un nuovo dio che si integra nel pantheon dei "culti orientali".
La tesi di Couchoud diventa la seguente: Gesù non è un uomo divinizzato, ma il dio di un culto misterico, umanizzato dalla narrazione che ne viene fatta. È lì che egli raggiunge la concezione docetista del cristianesimo. Questa posizione prende il nome di "docetismo estremo" di Couchoud.

#### Ricezione
La tesi di Couchoud fu esposta successivamente in un articolo pubblicato nel 1924 sul Mercure de France e seguito da conferenze tenute presso l'Union pour la Vérité dal gennaio all'aprile dello stesso anno. L'Union pour la Vérité era un'istituzione culturale alla ricerca di una cittadinanza intellettuale tra la borghesia cattolica e modernista, che trovò due interlocutori in Maurice Goguel e nel padre di Grandmaison.
È riassunta nel Mystère de Jésus, aumentata di tre capitoli nei quali egli vuole di dimostrare che lo studio dell'Apocalisse e delle lettere non paoline confermino le sue teorie desunte dalle lettere paoline. Il tutto è pubblicato sul Mercure de France (marzo 1924).

#### Seguito
Una buona parte delle critiche avanzate da Goguel nei confronti di Couchoud paiono fondate. Ad esempio, quella per cui si è fondato su una filosofia delle religioni, e non sui testi e i dati disponibili, ciò che limita le possibilità di risposta. Tuttavia una parte della riflessione di Couchoud ha trovato un seguito; ciò ne restituisce il suo valore. Da una parte, più nessuno tenta di riscrivere una vita di Gesù come fece Strauss. Al contrario, si confrontano gli elementi del racconto dei vangeli con la storia della Palestina del I secolo e con quella del periodo del Secondo Tempio nella stessa epoca, per valutare la possibilità di questo o quell'avvenimento, verificare il realismo di questo o quell'avvenimento. È ciò che si chiama contestualizzazione o ancora il Sitz im Leben a seconda delle scuole.

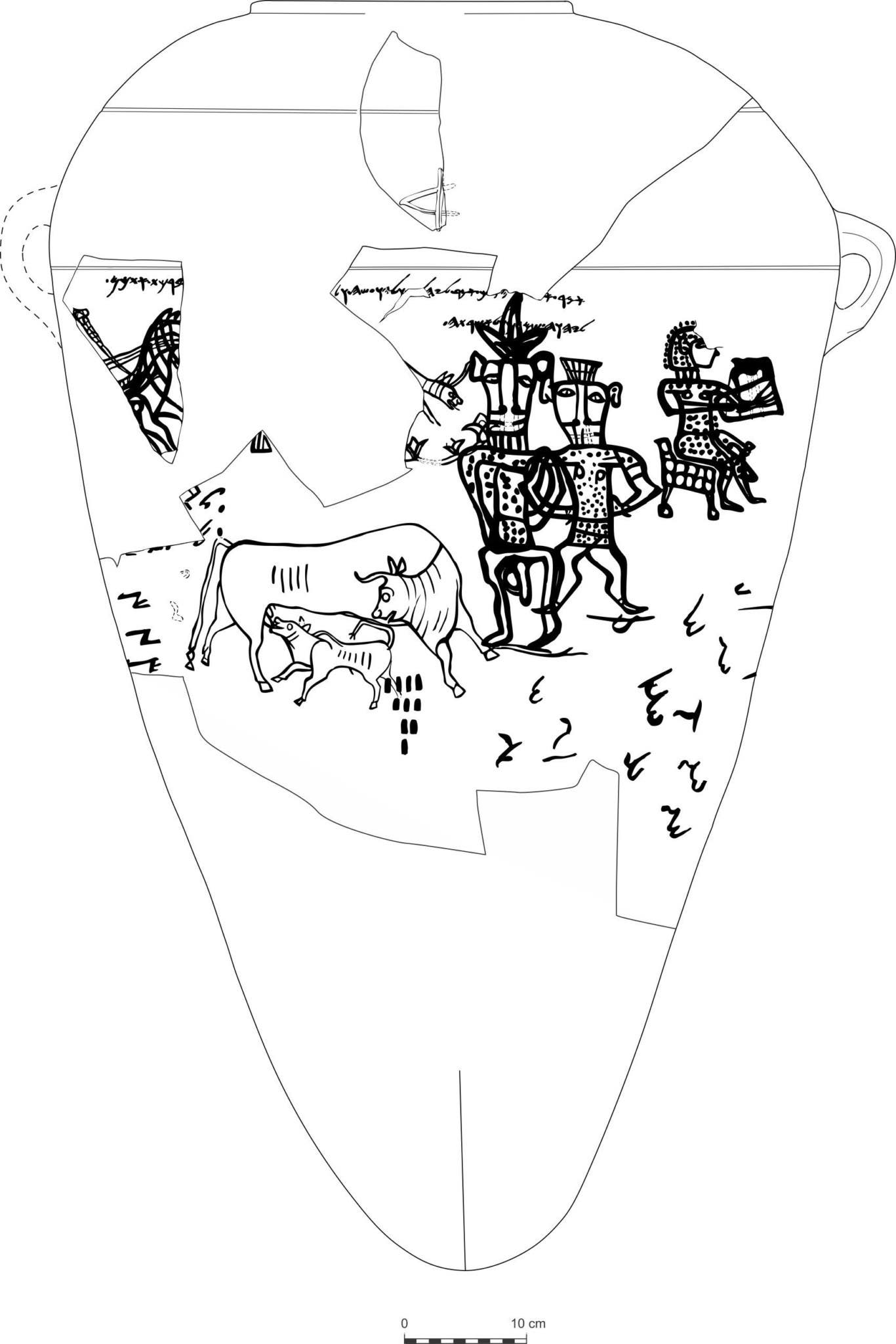
Iconografia della giara di Kuntillet Ajrud, con tre figure antropomorfe e l'iscrizione: «Yahweh [...] e la sua Asherah»

Gli elementi che hanno trovato un seguito sono:
- l'idea del Dio simile a quelli dei misteri;
- l'istituzione della Santa Cena/eucaristia (da non confondersi con la riproduzione del Seder Pesach), che molto assomiglia alla divisione del cibo tipica di alcuni misteri;
- il trinitarismo, se non è giudaico nella versione elaborata che ci è pervenuta, possiede tuttavia radici giudaiche[25]. Dipende da cosa si intende per "giudaico". Se si riduce l'espressione all'esperienza dell'ebraismo ufficiale, cioè al giudaismo dominante dal periodo del Secondo Tempio, o al giudaismo della Torah orale, è chiaro che il monoteismo monolitico costituisce la regola. Se si guarda nelle pieghe, come fa Daniel Boyarin[Nota 9], diventa ugualmente chiaro che il monoteismo monolitico non era la sola interpretazione possibile del monoteismo ebraico. Oggi gli storici cominciano a parlare del binitarismo di alcune sette giudaiche. Questo li obbliga anche a parlare dei monoteismi al plurale.

### Corrente anticlericale
I suoi principali esponenti sono stati: Georges Las Vergnas, Guy Fau, Georges Ory, Emilio Bossi.

## Opere recenti

### Earl Doherty
Il canadese Earl Doherty ha sostenuto nel suo libro The Jesus Puzzle che Paolo di Tarso e gli altri autori degli scritti cristiani più antichi non avrebbero concepito Gesù come una figura storica, ma come un essere spirituale. Il cristianesimo avrebbe quindi avuto origine dalla credenza in una figura spirituale mitica, derivante dall'incontro fra il medioplatonismo e la merkavah, una corrente del misticismo ebraico. Secondo Doherty, la credenza in un Gesù storico sarebbe emersa solo nella seconda generazione cristiana, tra la fine del I secolo e l'inizio del II secolo.
Il biblista Bart Ehrman ha contestato l'uso da parte di Doherty di diverse citazioni di studiosi professionisti a favore della sua ipotesi di un Gesù concepito come un essere spirituale senza alcuna realtà storica, affermando che le fonti citate contraddicono in realtà tale ipotesi.

### Michel Onfray
Verso una sorta di tesi mitica sembra propendere anche il filosofo Michel Onfray nel suo Trattato di ateologia: egli parte innanzitutto dalla premessa che l'esistenza di Gesù non è accertata sul piano storico (nessuna prova archeologica, nessun documento contemporaneo) e che alcuni tentativi di costruire delle prove si sono rivelati evidenti falsi (vengono citate in proposito le "scoperte" di sant'Elena, madre di Costantino), mentre ciò che rimane non è affidabile (una "manciata di parole" imprecise di Giuseppe Flavio, Svetonio e Tacito ricavate da documenti che sono "copie effettuate alcuni secoli dopo la pretesa crocefissione di Gesù"). Pertanto, l'evangelista Marco - di cui non c'è prova che abbia conosciuto personalmente Gesù - verso l'anno 70 diventa "l'autore di Gesù" scrivendo un testo che "appartiene al genere propagandistico", dovendo fare proseliti, e che pertanto punta sul racconto meraviglioso e metastorico. Sotto questo profilo, a Onfray poco importa che sia esistito o meno davvero un Gesù, resta il fatto che si tratta in realtà di un "personaggio concettuale" e di tale personaggio si è fatto un mito, quello sì reale, nato come "cristallizzazione delle aspirazioni profetiche del suo tempo" e poi, non diversamente da altri miti, piegato di volta in volta nei secoli alle mire e alle esigenze del Potere costituito.

### Richard Carrier
Lo storico statunitense Richard Carrier ritiene che il cristianesimo sia stato inizialmente una setta ebraica che credeva in una nuova figura spirituale semidivina (una specie di arcangelo), a cui fu dato il nome di Gesù. Successivamente questo essere fu trasformato in una figura storica, con le caratteristiche di un semidio (un essere divino venuto al mondo attraverso una madre umana) e di un maestro simile a un filosofo cinico. Per Carrier, la religione cristiana deriverebbe da un sincretismo fra credenze religiose dell'ebraismo e credenze pagane del mondo ellenistico.
Lo studioso di religioni statunitense Daniel N. Gullotta ritiene che le tesi di Carrier siano problematiche e non persuasive e obietta che non ci sono evidenze storiche (documentali o archeologiche) che provino che i primi cristiani credevano che Gesù fosse un essere spirituale e non un essere umano realmente vissuto sulla Terra.

## Tesi marginali
Questo soggetto attira numerosi autodidatti, alcuni dei quali ascrivibili alla corrente anticlericale, altri alle correnti atee.
L'aggettivo marginale vuole significare che tali tesi sono difficilmente citate nelle bibliografie dei libri "che contano", e in genere non vengono approfondite dalla comunità "scientifica". Caratteristica delle tesi marginali è quella di prendere per ipotesi l'inesistenza storica di Gesù, ossia di assumere la conclusione come ipotesi (petitio principii) anziché partire dai testi e dai loro contesti (storico, linguistico, ecc.) di produzione.
- L'opera di Luigi Cascioli, che ha dato voce in Italia alla tesi sull'inesistenza storica di Gesù. Per Cascioli Gesù sarebbe un artificio cristiano fondato sulla figura, a suo dire storica, di Giovanni di Gamala.
- L'opera del filologo tedesco Friedrich Pfister, che condusse un'analisi molto dettagliata sulle somiglianze fra il racconto biblico di Gesù e il mito di Eracle.[31]
- Gli scritti di Acharya S, pseudonimo di Dorothy Milne Murdock, conosciuta per la sua tesi secondo cui Gesù Cristo sarebbe una figura interamente mitologica costruita unendo tematiche mitologiche di divinità pre-cristiane, principalmente Osiride, Dioniso e Horus.
- L'opera di Serge Bardet, Le testimonium Flavianum: examen historique, considérations historiographiques (2002) fa il punto sui dibattiti accademici riguardanti il passo in cui Giuseppe Flavio parla di "Cristo". Egli esamina le centinaia di interpretazioni nel corso del tempo della suddetta testimonianza: questo mostra come l'interpretazione che ne viene data dipende dalla corrente religiosa o atea rivendicata (a meno che non sia l'inverso), ma rivela il desiderio di sostituire un'interpretazione univoca alla molteplicità delle interpretazioni possibili. Bardet ne propone una inedita che gode dell'accordo di numerosi gruppi di ricercatori.

### Ipotesi midrashica
Per Bernard Dubourg il Nuovo Testamento sarebbe stato messo a punto a partire da discussioni rituali e teologiche derivanti dalla traduzione detta dei Settanta. Questi testi non sarebbero né di natura storica né mitologica, e neppure una trasfigurazione mitologica di avvenimenti storici. Si tratterebbe di midrashim, sarebbero cioè derivati da ricerche sull'escatologia e i Tempi messianici, fatte a partire dalla Bibbia ebraica tramite procedimenti di midrash, tra cui la gematria.
I nomi dei personaggi e i luoghi del Nuovo Testamento sarebbero così calcolati e costruiti a partire da nomi e parole corrispondenti della Bibbia ebraica. Piuttosto che a Mitra o Dioniso, l'ipotesi midrashica raffronterebbe Gesù ad Abramo, Mosè o Salomone, personaggi presenti solo nella Bibbia ebraica.
La tesi di Bernard Dubourg è stata dapprima citata in La Résistance au Christianisme, di Raoul Vaneigem, quindi sviluppata, in maniera diversa, da Maurice Mergui e Roland Tournaire.

## Ipotesi minimaliste
Secondo alcuni autori, il Gesù descritto nel Nuovo Testamento non sarebbe interamente una figura mitologica, ma deriverebbe dalla fusione di una figura storica e una figura mitica. 
George Albert Wells, che inizialmente riteneva Gesù un personaggio totalmente mitico, si è in seguito convinto che il Gesù storico era un predicatore galileo, i cui insegnamenti sarebbero stati tramandati dalla fonte Q; questa figura reale si sarebbe fusa con una figura mitologica derivante dalla speculazione sui libri sapienziali ebraici, presentata nelle lettere di Paolo come un personaggio celeste, preesistente alla sua nascita e vissuta in un periodo imprecisato del passato.
Per Alvar Ellegård, il vero Gesù sarebbe stato un maestro degli Esseni vissuto circa cento anni prima degli eventi raccontati dai Vangeli. Di questo Gesù sarebbe esistita una tradizione orale e Paolo di Tarso, che sarebbe stato in contatto con gli Esseni, avrebbe avuto una visione di questo Gesù. Il Gesù descritto dai vangeli come un predicatore itinerante vissuto nel I secolo d.C. e accompagnato da dodici apostoli sarebbe stato invece una figura interamente inventata.

## Critiche alla teoria
Allo stato attuale della ricerca, la teoria del mito di Gesù è comunemente rifiutata da quasi tutti gli studiosi di settore, sia cristiani sia non cristiani. È stato evidenziato in proposito che la maggior parte dei sostenitori contemporanei della teoria non sono accademici, oppure non hanno conseguito adeguate qualifiche accademiche in settori pertinenti (studi storici o studi esegetici nel campo del Nuovo Testamento).
In particolare, lo storico Michael Grant sostiene che la teoria non regge al moderno metodo critico, mentre i teologi Richard A. Burridge e Graham Gould evidenziano come la tesi dell'inesistenza storica di Gesù non sia accettata in ambito accademico. Lo storico Morton Smith considera poco credibili alcune posizioni mitiche ed evidenzia come queste non riuscirebbero a fornire alternative convincenti per spiegare l'origine del cristianesimo. Per il teologo Robert Van Voorst, studiosi e storici considerano di fatto superata la tesi del mito di Gesù, e il biblista Graham Stanton afferma che - attualmente - quasi tutti gli storici, cristiani e no, accettano che Gesù sia esistito, e come ci sia un generale accordo sul fatto che, con la possibile eccezione di Paolo, Gesù di Nazareth sia meglio conosciuto di qualsiasi altro predicatore ebreo o pagano vissuto nel primo o nel secondo secolo. Lo storico Chester G. Starr considera il cristianesimo fondato su avvenimenti storici e il teologo James H. Charlesworth ricorda che praticamente nessun ricercatore oggi nega l'esistenza storica di Gesù. Il teologo Ian Howard Marshall rileva quanto poco numerosi e autorevoli sarebbero le fonti che sostengono le teorie su Gesù come mito, mentre un altro teologo, Richard T. France, evidenza i dati archeologici che supporterebbero le testimonianze dei vangeli.
Secondo lo storico Pierre Geoltrain la tesi del mito non reggerebbe all'analisi. Lo storico rileva come nessuno dei primi avversari del cristianesimo metta infatti in discussione l'esistenza di Gesù; sostiene che la crocifissione si presterebbe difficilmente a un'invenzione; come nell'ambito della critica testuale, le incoerenze e le contraddizioni tra i testi del Nuovo Testamento sarebbero a sfavore dell'ipotesi di una creazione letteraria; come nessuna delle teorie alternative avanzate per spiegare l'origine del cristianesimo indipendentemente dall'esistenza di Gesù gli sembri pienamente soddisfacente.
Tra i primi critici dell'ipotesi mitica è possibile ricordare lo storico razionalista Charles Guignebert che, pur considerando i vangeli come scritti propagandisti, rifiuta questa tesi. Non si comprende, a suo avviso, perché i primi cristiani avrebbero dovuto rivestire la divinità di una parvenza di umanità, pretendendo oltre tutto di inserirlo in un contesto storico preciso e attuale, anziché allontanarne la leggenda in un passato indeterminato. In particolare, Guignebert non ritiene possibile dubitare della storicità della crocifissione.
Il lavoro di Guignebert, che sarà seguito pochi anni dopo da quello del biblista e storico Herbert Wood, è preceduto dagli studi critici di confutazione di questa ipotesi da parte dei teologi e biblisti Maurice Goguel, Shirley Jackson Case e Fred C. Conybeare.
Anche il biblista britannico scettico Maurice Casey è critico verso questa teoria. Secondo Casey, la maggioranza dei sostenitori del mito di Gesù sembrano porre obiezioni alle tesi dei cristiani fondamentalisti, ma non tengono conto che esistono anche forme liberali della cristianità.
L'ipotesi mitologica è criticata anche dal biblista agnostico Bart Ehrman, che ritiene che Gesù sia realmente esistito e sia stato un profeta apocalittico ebreo, successivamente divinizzato dai suoi seguaci. Ehrman ha osservato che ai tempi di Gesù alcune correnti dell'ebraismo (come i Farisei) credevano già nella risurrezione, anche se la collocavano alla fine dei tempi; per lo studioso, la credenza nella risurrezione di Gesù non avrebbe nulla a che fare con i miti di altre religioni, ma si sarebbe sviluppata nell'ambito delle credenze dell'ebraismo.

## Filmografia
Zeitgeist: The Movie', web film di Peter Joseph del 2007

### Riferimenti
1. ↑  Robert M. Price, Deconstructing Jesus, Prometheus Books, 2000; Robert M. Price, The Christ-Myth Theory And Its Problems, American Atheist Press, 2012.
2. 1 2  "I should say at the outset that none of this [skeptical] literature is written by scholars trained in New Testament or early Christian studies teaching at the major, or even minor, accredited theological seminaries, divinity schools, universities, or colleges of North America or Europe (or anywhere else in the world). Of the thousand of scholars of early Christianity who do teach at such schools, none of them, to my knowledge, has any doubts that Jesus existed." (in Bart D. Ehrman, Did Jesus Exist?, HarperCollins, 2012).
3. ↑  Christopher Gilbert, A Complete Introduction to the Bible. Paulist Pr. (2009), p.187. ISBN 978-0-8091-4552-2.
4. 1 2  Christopher Gilbert, op. cit. pp.180-182.
5. ↑   Hermann Detering, The Synoptic Apocalypse (Mark 13 par): A document from the time of Bar Kokhba (PDF), in Journal of Higher Criticism, vol. 7, n. 2, Fall 2000,  pp. 161-210. URL consultato il 21 maggio 2017.
6. 1 2  Giancarlo Gaeta, Il Gesù moderno, Einaudi, 2009.
7. 1 2  Grant, Michael (1995) [1997]. Jesus: An Historian's Review of the Gospels. Scribner. ISBN 978-0-684-81867-2.
8. 1 2  Burridge, R; Gould, G (2004), Jesus Now and Then, Wm. B. Eerdmans
9. 1 2  Van Voorst, Robert E. (2000). Jesus Outside the New Testament: An Introduction to the Ancient Evidence. Grand Rapids, MI: Eerdmans. ISBN 0-8028-4368-9.
10. 1 2  Smith, Morton "The Historical Jesus" in Jesus in Myth and History (ed. R. Joseph Hoffman and Gerald A. Larue), Buffalo, 1986.
11. 1 2  Charlesworth, James H. (ed.) (2006). Jesus and Archaeology. Grand Rapids: Eerdmans. ISBN 0-8028-4880-X.
12. 1 2  Stanton, Graham (2002). The Gospels and Jesus (2nd ed.). Oxford University Press.
13. ↑  Sanders, E. P. (1993). The Historical Figure of Jesus. London: Allen Lane. ISBN 0-7139-9059-7.
14. ↑  Piero Martinetti. Gesù Cristo e il Cristianesimo, cap. IV. Castelvecchi, Roma, coll. I timoni, 2013.
15. ↑  A. Schweitzer, Geschichte der Leben Jesu-Forschung, Tübingen, edizione del 1913, pag. 443.
16. ↑  Maurice Casey, Jesus of Nazareth: An Independent Historian's Account of His Life and Teaching, T&T Clark, 2010, p. 497.
17. ↑  John Dominic Crossan, Gesù una bibliografia rivoluzionaria, Ponte alle Grazie, 1994
18. ↑  Rudolf Bultmann, History of the Synoptic Tradition, Hendrickson Publisher, 1963, p. 287, 290, ISBN 1-56563-041-6.
19. ↑  Cfr. Diogene Laerzio, Vite dei Filosofi, 8.68-69.
20. ↑   Mt 27,3-5, su La Parola - La Sacra Bibbia in italiano in Internet.
21. ↑   At 1,18, su La Parola - La Sacra Bibbia in italiano in Internet.
22. ↑   Jesus the Nazarene - Myth or History? Chapter 1, su christianorigins.com. URL consultato il 27 maggio 2006 (archiviato dall'url originale il 29 ottobre 2012).
23. ↑  Anne Heurgon-Desjardins (présente) Études, Témoignages et Documents Inédits, Paul Desjardins et les Décades de Pontigny, Actes du colloque de 1959, Presses Universitaires de France, 1964

François Chaubet, Paul Desjardins et les Décades de Pontigny, Presses Universitaires du Septentrion
ISBN 2-85939-606-3 - janvier 2000
24. 1 2  Jésus de Nazareth: Mythe ou Histoire?, (Payot, 1926).
25. ↑  Daniel Boyarin, Il Vangelo ebraico (2013), Castelvecchi Editore. ISBN 978-88-7615-744-8.
26. ↑    - The Jesus Puzzle: Did Christianity Begin with a Mythical Christ?, 1999
27. ↑  Bart Ehrman, Did Jesus exist?:The Historical Argument for Jesus of Nazareth, HarperOne, 2013, p. 252
28. ↑  So if Jesus didn’t exist, where did he come from then?
29. ↑  Richard Carrier, On the Historicity of Jesus
30. ↑  Daniel N. Gullotta, On Richard Carrier's Doubts: A Response to Richard Carrier's On the Historicity of Jesus: Why We Might Have Reason for Doubt. Journal for the Study of the Historical Jesus, N. 15 (2–3), December 2017, p. 310–346.
31. ↑  Friedrich Pfister, Herakles und Christus, Archiv fur Religion swissenschaf, n. 34, 1937
32. ↑  L'Invention de Jésus, 2voll, Gallimard 1987-89.
33. ↑  George A. Wells, Did Jesus exist? Prometheus Books, 1975
34. ↑  George A. Wells, The Jesus Myth, Open Court Publishing, 1999
35. ↑  Alvar Ellegård, Jesus-One hundred years before Christ, Overlook Press, 1999
36. ↑  The Historicity of Jesus: A guide to proponets & skeptics
37. ↑  Chester G. Starr, Storia del Mondo Antico. Milano, Editori Riuniti, 1977.
38. ↑  Marshall,I. Howard I Believe in the Historical Jesus Wm. B. Eerdmans Publishing Co., 1977
39. ↑  France, R.T. The Evidence for Jesus London, 1986.
40. ↑  Pierre Geoltrain, Encyclopædia Universalis, art. Jésus, 2002.
41. ↑  Ch. Guignebert, Jésus, Paris, 1933, 1938. Traduzioni italiane: Gesù, Torino 1943, 1950, 1965, 1972. Vedi Gesù (Charles Guignebert).
42. ↑  Wood, Herbert Did Christ Really Live? London, 1938.
43. ↑  Shirley Jackson Case (1911). "The Historicity of Jesus an Estimate of the Negative Argument". The American Journal of Theology 15 (1): 20-42
44. ↑  Conybeare Fred C. The Historical Christ London, 1914.
45. ↑  Maurice Casey, Jesus:Evidence and Arguments or Mythicist Myth?
46. ↑  Bart Ehrman, Gesù è davvero esistito?, Mondadori, 2013